# Ngliman
Ngliman is een bestuurslaag in het regentschap Nganjuk van de provincie Oost-Java, Indonesië. Ngliman telt 3505 inwoners (volkstelling 2010).